# Principe de moindre action et relativité générale
On doit à David Hilbert, en 1915, la première utilisation du principe de moindre action pour obtenir les équations de la relativité générale, notamment les équations du champ gravitationnel.
Pour la relativité générale, comme pour la relativité restreinte, les équations peuvent être obtenues sans faire appel au principe de moindre action : le principe d'équivalence, exprimé sous la forme « on peut toujours trouver un référentiel annulant localement le champ de gravitation », permet de retrouver directement les équations du mouvement d'une particule ; et l'unicité de la forme du tenseur géométrique qui s'annule par la dérivée covariante, unicité prouvée par Élie Cartan, permet de trouver les équations du champ de gravitation, ce qui fut la méthode originelle d'Einstein (bien que l'unicité en question ne fût pas encore prouvée à l'époque).
Si les équations de la relativité générale sont données, on peut en déduire l'action permettant d'appliquer le principe. En particulier, avec les équations des géodésiques on peut retrouver la métrique {\displaystyle ds^{2}\,} associée.

## Particule

### Particule dans un champ de gravitation
Dans ce travail, on utilise l'hypothèse que la particule ne modifie pas son environnement : la masse de la particule ni sa position ne changent le champ de gravitation, cette masse doit donc être « petite ».
En vertu du principe d'équivalence d'Einstein, la gravitation est localement équivalente au choix d'un référentiel accéléré. 
Dans le cadre de la relativité restreinte, en prenant un référentiel accéléré (coordonnées {\displaystyle \ (x'_{0};x'_{1};x'_{2};x'_{3})}), la perception locale est donc un champ de gravitation, et le changement de référentiel par rapport à un référentiel inertiel (coordonnées {\displaystyle \ (x_{0};x_{1};x_{2};x_{3})}) impose une métrique aux coefficients non triviaux : {\displaystyle \ ds^{2}=(x_{0})^{2}-(x_{1})^{2}-(x_{2})^{2}-(x_{3})^{2}=g^{ij}(x')x'_{i}x'_{j}}. Elle suffit pour déterminer les équations du mouvement dans ce référentiel du fait du principe de moindre action en relativité restreinte.
Le principe d'équivalence permet de dire qu'un champ gravitationnel réel (non dû au choix du référentiel) est aussi déterminé par la métrique {\displaystyle \ ds^{2}} (et la métrique est déterminée par le champ de gravitation) ; bien que l'utilisation d'une métrique {\displaystyle \ ds^{2}=g^{ij}(x)x_{i}x_{j}=g^{ij}x_{i}x_{j}} qui ne soit pas causée, et donc pas compensable au-delà d'un domaine local de l'espace-temps, par un changement de référentiel implique que l'espace-temps n'est pas euclidien (voir l'expérience par la pensée du disque en rotation, décrit dans relativité générale), et que l'on sort alors du cadre de la relativité restreinte pour construire une nouvelle théorie : la relativité générale.
On peut donc rester dans la continuité de la relativité restreinte, et affirmer que l'action infinitésimale d'une particule ponctuelle, influencée par la seule gravitation, en relativité générale est : 
{\displaystyle dS=-mc{\sqrt {g^{ij}dx_{i}dx_{j}}}}
où on suppose que {\displaystyle \ g^{ij}=g^{ji}} sans rien enlever à la généralité.
En utilisant le fait que {\displaystyle \ ds={\sqrt {g^{ij}dx_{i}dx_{j}}}} est le temps propre de la particule, l'action minimisée entre deux points de l'espace-temps {\displaystyle \ S=-mc\int _{A}^{B}ds} montre que, comme en relativité restreinte, c'est le temps propre pour aller du point A au point B qui est maximisé (localement) par le principe. Les géodésiques sont les chemins qui maximisent (localement) le temps propre de la particule.
Pour garder la cohérence physique, on a besoin de supposer que les {\displaystyle \ g^{ij}} sont continus ; pour pouvoir travailler avec des outils connus, c'est-à-dire des dérivations, mais aussi pour supposer que le champ gravitationnel est continu, on doit supposer qu'ils sont différentiables. Par la suite, pour les équations d'Einstein, il sera indispensable de supposer qu'ils sont C2.
En considérant un temps {\displaystyle \ t_{0}} quelconque : 
{\displaystyle {\frac {dS}{dt_{0}}}=L_{0}=-mc{\sqrt {g^{ij}V_{i}V_{j}}}}
On utilise toujours les équations d'Euler-Lagrange {\displaystyle \ {\frac {d~~}{dt_{0}}}{\frac {\partial L_{0}}{\partial V_{k}}}\ -\ {\frac {\partial L_{0}}{\partial x_{k}}}\ =\ 0~~} après avoir divisé par le coefficient {\displaystyle \ -mc} ici inutile.
On obtient l'équation : 
{\displaystyle {\dot {V}}_{m}+\Gamma _{m}^{ij}V_{i}V_{j}=0}
que l'on peut aussi écrire : 
{\displaystyle {\frac {d^{2}x_{k}}{ds^{2}}}+\Gamma _{k}^{ij}{\frac {dx_{i}}{ds}}{\frac {x_{j}}{ds}}=0}
ou encore :
{\displaystyle {\frac {DV_{k}}{ds}}=0}
avec la « dérivée covariante » : {\displaystyle DV_{k}=dV_{k}+\Gamma _{k}^{ij}V_{i}dV_{j}} et {\displaystyle DV^{k}=dV^{k}+\Gamma _{ij}^{k}V^{i}dV^{j}} , où {\displaystyle \ V_{k}={\frac {dx_{k}}{dt_{0}}}} pour {\displaystyle \ t_{0}=} temps propre.
Le symbole de Christoffel {\displaystyle \Gamma _{k}^{ij}} s'impose comme la manifestation de la gravitation dans les équations du mouvement.
Les équations du mouvement ne dépendent pas de la masse de la particule (nommée ainsi car nous avons négligé son étendue spatiale et son influence sur son environnement) : toutes les particules suivent les mêmes trajectoires (à conditions initiales identiques), c'est l'équation des géodésiques en relativité générale, en présence de la seule gravitation.
Toutefois, ces équations du mouvement ne sont pas valables pour une particule de masse nulle car dans ce cas, on a dès le départ {\displaystyle ~dS=0~~}, ce qui interdit tous les calculs menés ci-dessus ; on a aussi {\displaystyle ~ds=c.dt_{0}=0~~} car le temps propre ne s'écoule pas pour une particule de masse nulle (voir Relativité restreinte), le terme {\displaystyle {\dot {V}}_{m}} ne peut en aucun cas avoir de sens. Il faut considérer l'onde associée à la particule pour avoir une équation ayant un sens, d'ailleurs la lumière était comprise comme une onde (électromagnétique) plutôt que comme une particule (le photon, de masse nulle) lorsque la relativité générale a été écrite.

### Particule dans unchamp électromagnétique
De manière similaire à la relativité restreinte, la définition de l'action relativiste infinitésimale d'une particule ponctuelle de charge {\displaystyle \ e} dans un champ électromagnétique est {\displaystyle \ L.dt=\ -mc.{\sqrt {g^{ij}dx_{i}.dx_{j}}}-e.A^{j}.dx_{j}} .
Par des calculs parfaitement similaires, on en tire les équations du mouvement : 
{\displaystyle m.({\dot {V}}^{k}+\Gamma _{ij}^{k}V^{i}V^{j})=e.V_{j}.F^{kj}}
que l'on peut écrire : 
{\displaystyle mc.\left({\frac {d^{2}x^{k}}{ds^{2}}}+\Gamma _{ij}^{k}{\frac {dx^{i}}{ds}}{\frac {dx^{j}}{ds}}\right)=e.F^{kj}{\frac {dx_{j}}{ds}}}
ou encore : 
{\displaystyle mc.{\frac {DV^{k}}{ds}}=e.F^{kj}V_{j}}

## Champ degravitation
Afin d'en déterminer la densité lagrangienne, puis les équations, il est nécessaire de développer un peu certaines considérations abordées ci-dessus, et même quelques nouvelles.

### Densité lagrangienne dans l'espace courbe
Du fait de l'invariance de la trajectoire du champ par rapport aux référentiels d'où on l'observe, l'action qui la caractérise {\displaystyle S_{g}=\int Ld\Omega } doit être invariante par changement de référentiel.
En notant {\displaystyle \ \Lambda } le scalaire du champ, invariant par rapport aux changements de référentiels, la densité lagrangienne sera : {\displaystyle \ L=\Lambda .|g|^{\frac {1}{2}}}

### Définitions destenseursdeRiemann, deRicci, et de lacourbure
À la manière d'Élie Cartan
En termes mathématiques, l'espace quadri-dimensionnel défini par les considérations ci-dessus est une variété C2 où les quadri-vitesses sont des vecteurs appartenant à l'espace vectoriel tangent au point où on a dérivé, cet espace vectoriel étant muni de la métrique {\displaystyle \ g^{ij}}.
Rappelons que les coordonnées {\displaystyle (x_{0};x_{1};x_{2};x_{3})} sont les coordonnées des points de la variété, munie d'un système de coordonnées quelconque, représentant le choix arbitraire du référentiel physique de l'observateur.
La mesure de la gravitation, qui influe sur les géodésiques, peut se faire à travers la différence d'orientation entre deux vecteurs résultant du transport d'un seul vecteur d'origine par deux chemins géodésiques différents vers un même point final. 
- L'équation des géodésiques {\displaystyle {\dot {V}}_{m}+\Gamma _{m}^{ij}V_{i}V_{j}=0} est équivalente à {\displaystyle {\frac {dV_{k}}{dt_{0}}}=-\Gamma _{k}^{ij}V_{i}V_{j}}.

Du fait que {\displaystyle V_{j}={\frac {dx_{j}}{dt_{0}}}}, on déduit : {\displaystyle dV_{k}=-\Gamma _{k}^{ij}V_{i}dx_{j}} ; sachant que l'on a {\displaystyle \Gamma _{k}^{ij}=\Gamma _{k}^{ji}} comme on le voit à partir de sa définition, on pourrait aussi bien écrire {\displaystyle dV_{k}=-\Gamma _{k}^{ij}dx_{i}V_{j}}.
De manière similaire, on obtient {\displaystyle dV^{k}=-\Gamma _{ij}^{k}V^{i}dx^{j}}
- Un vecteur {\displaystyle \left(A_{i}\right)} est dit transporté parallèlement le long d'une géodésique si les variations de ses coordonnées vérifient {\displaystyle dA_{k}=-\Gamma _{k}^{ij}A_{i}dx_{j}} quand il est déplacé de {\displaystyle \ (dx_{j})_{j=0;1;2;3}} le long de la géodésique.

- On définit le tenseur de Riemann par :

{\displaystyle R_{i}^{jkl}=\partial ^{j}\Gamma _{i}^{lk}-\partial ^{l}\Gamma _{i}^{jk}+\Gamma _{p}^{lk}\Gamma _{i}^{jp}-\Gamma _{p}^{jk}\Gamma _{i}^{lp}}
- Le tenseur de Ricci est une contraction du tenseur de Riemann : {\displaystyle R^{ij}=R_{k}^{ikj}}

Sa formule montre que c'est un tenseur symétrique : {\displaystyle \ R^{ij}=R^{ji}}
- La courbure riemannienne est le nombre obtenu par contraction du tenseur de Ricci : {\displaystyle \ R=g_{ij}R^{ij}}

- Toutes les égalités utilisées dans « détails de la méthode d'Élie Cartan » étant indépendantes du référentiel choisi, et c'est aussi le cas pour les définitions des tenseurs de Riemann et de Ricci (c'est d'ailleurs pourquoi on se permet de les nommer tenseur). C'est aussi le cas de la courbure {\displaystyle \ R} qui est donc candidat pour être {\displaystyle \ \Lambda } le scalaire invariant du champ de gravitation.

- Élie Cartan a démontré que les scalaires invariants par changement de référentiel sont de la forme {\displaystyle \ \alpha R+\beta ~}.

{\displaystyle ~\ \alpha } indique simplement qu'un changement d'unité est toujours possible, {\displaystyle \ \beta } permet d'introduire la constante cosmologique.

### Outils analytiques

#### Une application duprincipe d'inertiedans l'espace courbe
Pour que notre travail soit bien une conséquence du principe de moindre action, la méthode utilisée ici consiste à déterminer les propriétés de la variété à partir de la métrique de ses espaces tangents.
- Les espaces vectoriels tangents (de dimension 4) sont munis de leur base « naturelle » {{\displaystyle \ \ {{\vec {e}}^{~0};{\vec {e}}^{~1};{\vec {e}}^{~2};{\vec {e}}^{~3}}}}  : si {\displaystyle \ M(x_{0};x_{1};x_{2};x_{3})} est le point où l'on considère l'espace tangent, on pose {\displaystyle {\vec {e}}^{~i}=\left(~{\frac {\partial x_{j}}{\partial x_{i}}}~\right)_{j=0,1,2,3}} ; ce que l'on écrit souvent {\displaystyle {\vec {e}}^{~i}={\frac {\partial ~}{\partial x_{i}}}}.

Les équations des géodésiques sont des propriétés concernant les coordonnées {\displaystyle {\frac {dx_{i}}{dt_{o}}}} ou {\displaystyle {\frac {dx_{i}}{ds}}} de la quadri-vitesse le long de cette trajectoire, elles ne donnent pas d'indication pour la variation (la dérivation) d'un quadri-vecteur {\displaystyle {\vec {e}}^{~i}} d'un point à un autre de l'espace, ni même pour la dérivation du quadri-vecteur vitesse {\displaystyle {\vec {V}}=V_{i}{\vec {e}}^{~i}}.
Pour cela, nous pouvons utiliser un principe physique réécrit sur mesure pour la relativité générale :
- Principe d'inertie : le long d'une géodésique, et en l'absence d'intervention extérieure, le (quadri-)vecteur vitesse d'une particule est constant.

C'est-à-dire : {\displaystyle d{\vec {V}}={\vec {0}}}
On en tire : {\displaystyle d{\vec {V}}={\vec {0}}=dV_{i}.{\vec {e}}^{~i}+V_{i}.d{\vec {e}}^{~i}=-\Gamma _{i}^{jk}dx_{j}V_{k}.{\vec {e}}^{~i}+V_{i}.d{\vec {e}}^{~i}}
Le quadri-vecteur vitesse initial étant quelconque, on obtient :
{\displaystyle d{\vec {e}}^{~i}=\Gamma _{k}^{ij}dx_{j}{\vec {e}}^{~k}}
En analysant les équations des géodésiques ou en tenant compte du fait que les « axes » des coordonnées ne sont pas obligatoirement des géodésiques, on ne peut pas affirmer que les coordonnées du quadri-vecteur vitesse sont constantes.

#### La dérivée covariante
Soit {\displaystyle {\vec {A}}(x)=A_{i}{\vec {e}}^{~i}} un quadri-vecteur dans l'espace tangent au point {\displaystyle \ M(x_{0};x_{1};x_{2};x_{3})}.
On a : {\displaystyle d{\vec {A}}(x)=(dA_{i}){\vec {e}}^{~i}+A_{i}d({\vec {e}}^{~i})=(\partial ^{j}A_{i}+A_{k}\Gamma _{i}^{jk}){\vec {e}}^{~i}dx_{j}=D^{j}A_{i}.{\vec {e}}^{~i}dx_{j}}
En définissant la dérivée covariante par :
{\displaystyle D^{j}A_{i}=\partial ^{j}A_{i}+\Gamma _{i}^{jk}A_{k}}
Propriété : 
{\displaystyle D^{j}A_{il}=\partial ^{j}A_{il}+\Gamma _{i}^{jk}A_{kl}+\Gamma _{l}^{jk}A_{ik}}
{\displaystyle D^{j}A_{i}^{l}=\partial ^{j}A_{i}^{l}+\Gamma _{i}^{jk}A_{k}^{l}-\Gamma _{k}^{jl}A_{i}^{k}}
Et ainsi de suite avec tous les indices d'un tenseur, suivant leurs positions.

#### Où l'on retrouve les tenseurs de Riemann, etc.
À l'aide de la dérivée covariante, et après quelques calculs, on trouve : {\displaystyle \left(D^{i}D^{j}-D^{j}D^{i}\right)A_{k}=R_{k}^{l,ij}dx_{i}dx_{j}A_{l}}.
On obtient donc les notions déjà introduites « à la manière d'Élie Cartan ».

#### Égalités et propriétés utiles
- Théorème de Ricci : {\displaystyle \ D_{k}g^{ij}=0~\quad ~} et {\displaystyle ~\quad D_{k}g_{ij}=0~}

- En posant {\displaystyle \ g=\det(g^{ij})\qquad }, on a : {\displaystyle |g|=-g\qquad g^{ij}.g_{ij}=\delta _{i}^{i}=4\qquad \ dg=g~g_{ij}~dg^{ij}}

- Théorème d'Ostrogradski : {\displaystyle \int _{V}{\sqrt {-g}}~D_{i}A^{i}~d\Omega =\oint _{\partial V}{\sqrt {-g}}A^{i}~dS_{i}} , quand {\displaystyle \ A^{i}} est un tenseur.

- La somme, la différence et la sommation d'Einstein de tenseurs définis dans le même espace tangent donnent un tenseur ; par contre s'il s'agit de tenseurs définis dans des espaces tangents différents, il n'est pas sûr que cela donne un tenseur.

Par exemple : le symbole de Christoffel est défini à partir du tenseur métrique. L'équation des géodésiques {\displaystyle \Gamma _{i}^{jk}.V_{k}=\partial ^{j}V_{i}}  nous montre qu'il peut être défini à l'aide de {\displaystyle \ \partial ^{j}V_{i}} qui, bien que tenseur, est construit par une différence entre deux tenseurs (les quadri-vecteurs {\displaystyle \ V_{l}(x_{m})} et {\displaystyle \ V_{l}(x_{m}+dx_{m})} ) définis dans deux espaces tangents différents : le symbole de Christoffel, lui, n'est pas un tenseur (sauf cas particuliers), comme on peut le montrer à l'aide de sa formule de définition.
- Une égalité tensorielle démontrée en un point quelconque, mais en utilisant un référentiel particulier, est une égalité vraie en ce point et pour tous les référentiels : c'est là le principal intérêt d'utiliser des tenseurs.

Par exemple, en tout point il existe un référentiel en apesanteur (en chute libre dans le champ de pesanteur), c'est-à-dire pour lequel {\displaystyle \Gamma _{i}^{jk}=0}. Dans un tel référentiel, on a {\displaystyle R_{i}^{j,kl}=\partial ^{j}\Gamma _{i}^{lk}-\partial ^{l}\Gamma _{i}^{jk}} et {\displaystyle D^{j}A_{i}=\partial ^{j}A_{i}} quand {\displaystyle \ A_{i}} est un tenseur : ce qui est plus simple à utiliser pour justifier une égalité tensorielle qui sera vraie quel que soit le référentiel.

### Les équations d'Einstein du champ de gravitation dans lecas extérieur
Les tenseurs sont utilisés pour s'assurer que les égalités sont vraies quel que soit le point d'observation du physicien et quel que soit son référentiel. Les tenseurs ne transportent que des informations liées au point d'observation et à son espace tangent, du coup, les informations qui y sont utilisées et qui en sont produites ne sont que locales : ce sont des informations sur les tenseurs, mis à part les données universellement valables comme les constante c, G, et autres que l'on pourra y trouver.
Le premier cas des équations du champ est le cas où il n'y a pas de matière (localement) : on parle du « cas extérieur », sous entendu « à la matière ».
Dans ce cas, la seule composante de l'action est la composante du champ gravitationnel {\displaystyle \ S_{g}=K.\int {\sqrt {-g}}.R.d\Omega }, où {\displaystyle \ K} est une constante liée au choix des unités : pour les unités MKSA, on prend {\displaystyle \ K=-{\frac {c^{3}}{4\pi G}}}, le signe {\displaystyle \ -} étant dû au principe de minimisation de l'action.
Pour trouver les équations du champ de gravitation sous la forme de tenseurs de densité d'énergie qui soient symétriques, il est plus simple de transformer le lagrangien sous l'intégrale de l'action que d'utiliser les équations d'Euler-Lagrange. Le principe variationnel est appliqué en faisant varier les termes de la métrique {\displaystyle \ g^{ij}}, qui est la manifestation lagrangienne de la gravitation, d'après le principe d'équivalence tel qu'appliqué plus haut.
Les équations déduites sont : 
{\displaystyle \ R_{ij}-{\frac {1}{2}}g_{ij}R=0}
En faisant la « contraction » {\displaystyle \ g^{ij}R_{ij}-{\frac {1}{2}}g^{ij}.g_{ij}R=0}, on obtient  {\displaystyle \ R=0} , ce qui ne signifie pas que l'espace est plat, mais plutôt qu'il s'agit d'une surface minimale à quatre dimensions, tendue entre les différentes masses qui y évoluent.
Les équations d'Einstein dans le cas extérieur sont donc : 
{\displaystyle \ R_{ij}=0}

### Les équations d'Einstein du champ de gravitation dans lecas intérieur
Le deuxième cas des équations du champ est le cas où il y a de la matière (localement) : on parle du « cas intérieur », c'est-à-dire « dans la matière ».
Dans ce cas, l'action est composée de l'action du champ gravitationnel {\displaystyle \ S_{g}=K.\int {\sqrt {-g}}.R.d\Omega } et de l'action de la matière, en y incluant le champ électromagnétique, que l'on écrit {\displaystyle \ S_{m}={\frac {1}{c}}\int {\sqrt {-g}}.\Lambda _{m}d\Omega }.
Les équations déduites sont : 
{\displaystyle \ R_{ij}-{\frac {1}{2}}g_{ij}R=\chi T_{ij}}
Avec la contraction similaire au cas extérieur, sachant que {\displaystyle \ g_{ij}g^{ij}=4} et en posant {\displaystyle \ T=g^{ij}T_{ij}}, on a {\displaystyle \ R=-\chi T}. La courbure principale est donc proportionnelle à la densité d'énergie totale {\displaystyle \ T=g^{ij}T_{ij}} (ou trace du tenseur {\displaystyle \ T_{ij}}).
On peut donc aussi écrire :
{\displaystyle \ R_{ij}=\chi \left(T_{ij}-{\frac {1}{2}}g_{ij}T\right)}